# Spinolidia flavifrons
Spinolidia flavifrons är en insektsart som beskrevs av Henry Fairfield Osborn 1924. Spinolidia flavifrons ingår i släktet Spinolidia och familjen dvärgstritar. Inga underarter finns listade i Catalogue of Life.